# Fanellia euthyeia
Fanellia euthyeia är en korallart som beskrevs av Bayer och Carlo de Stefani 1989. Fanellia euthyeia ingår i släktet Fanellia och familjen Primnoidae. Inga underarter finns listade i Catalogue of Life.